# 오토리 가나메
오토리 가나메(일본어: 凰 かなめ, 1989년 9월 28일~)는 일본의 AV 여배우이자 유튜버이다. 2017년 4월 23일에 DMM R18 어덜트 어워즈 2017에서 화제상을 수상했다.